# Les Forges (Wogezy)
Forges – miejscowość i gmina we Francji, w regionie Grand Est, w departamencie Wogezy.
Według danych na rok 1990 gminę zamieszkiwało 1661 osób, a gęstość zaludnienia wynosiła 233 osób/km² (wśród 2335 gmin Lotaryngii Forges plasuje się na 253. miejscu pod względem liczby ludności, natomiast pod względem powierzchni na miejscu 822.).